# كول أوف ديوتي
كول أوف ديوتي (بالإنجليزية: Call of Duty) و(بالعربية: نداء الواجب) هي سلسلة ألعاب تصويب من منظور الشخص الأول حائزة على عدة جوائز. انطلقت السلسلة على الكمبيوتر الشخصي، ثم امتدت لتشمل أنظمة الألعاب والأنظمة المحمولة. 
قامت كل من شركة أكتيفيجن وشركة "أسبير ميديا" بتمويل ونشر أجزاء السلسلة، بينما قام إستوديو إنفِنِتي وورد بتطوير اللعبة الأولى وبعض الألعاب الأخرى في السلسلة، وقد شاركت بعض الفرق الأخرى في التطوير ومن أبرزها إستوديو ترايارك الذي قام بتطوير بعض الأجزاء الرئيسية في السلسلة، أما الإستديوهات الأخرى وقامت بتطوير بعض الأجزاء الثانوية كأستوديو "غراي ماتر انتراكتف" و"سبارك أنلِمِتِد" و"بأي ستوديوز" و"أمايز انترتايمنت" و"ريبيليِن ديفلوبمنت ويوجد طور تفعيل القنبلة وتقفيلها والعديد من الاطوار الأخرى

## طريقة اللعب
كول أوف ديوتي يمكّن اللاعب من السيطرة على جندي المشاة الذي يستطيع استخدام مختلف الأسلحة النارية الأصلية العالمية منذ الحرب العالمية الثانية في القتال. تتميز كل مهمة من سلسلة من الأهداف التي يتم وضع علامة لها على بوصلة أسفل الشاشة.

لقطةُ شَاشَةٍ من اللُّعبة، البَوْصلة في الزَّاوية السُّفلية من الشّاشة

اللاّعب يَجب أن يستكمل جميع الأهداف للتقدم إلى المهمة القادمة. يمكن للاعب حفظ وتحميل اللعبة في أي وقت، بدلا من نظام التشيك بوينت المستخدم في نسخ (كول أوف ديوتي) السابقة.
يمتلك اللاعب اثنين من فتحات السلاح الأساسي، وجيْب مسدس، ويمكن أن يحمل ما يصل إلى عشر قنابل يدوية. يجوز تبادل الأسلحة مع تلك التي وجدت في ساحة المعركة الملقاة من طرف الجنود القتلى.
تستخدم اللعبة نظام النقاط الصحية القياسية، مع كمية محدودة من الصحة التي يُشار إليها بمؤشر أخضر عندما تكون حالة الجندي بخير، وأحمر عند تدني حالته الصحية. وتستخدم مجموعات من المواد الطبية المنتشرة في جميع أنحاء مستويات أو الملقاة من قبل بعض الأعداء لاستعادة الصحة عندما يصاب الجندي. وهذا يتناقض مع النسخ اللاحقة من اللعبة أين يُعاد شحن صحة الجندي عندما لا يتعرض لإطلاق النار.

## بوابات
كول أوف ديوتي كلاسيك أو (نداء الواجب كلاسيك) هي نسخة للتحميل لأجهزة إكس بوكس لايف أركيد وشبكة بلاي ستيشن، ويضم دقة إتش دي. بعد الامتيازات لتحميل اللعبة قبل صدورها بيعت جنبا إلى جنب مع النسخة الحديدية والرائعة من كول أوف ديوتي مودرن ورفير 2 "Call Of Duty : Modern WarFare 2" وتم إطلاق اللعبة رسميا في 2 ديسمبر 2009.
قامت شركة آي جي إن IGN بتقييم الإصدار 7.5، مستشهدة بذلك على أنها ليست مهيأة بشكل جيد للوحات المفاتيح، وكذلك انتقاد وضع متعدد اللاعبين كونها تدعم فقط ثمانية لاعبين على الشبكة.

## الجوائز
فازت اللعبة بجائزة «لعبة العام» لعام 2003 من عدة مراجعين ومتتبعين، متغلبة بذلك على ألعاب command & Conquer : Generals. Max Payne 2. The Fall Of Max Payne. Postal، وRise of Nations. حازت اللعبة أيضا على جائزة «لعبة الكمبيوتر الأفضل في السنة»، ورُشحت لـ«أفضل ابتكار في مجال ألعاب الكمبيوتر»، «الإنجاز المتميز في التأليف الموسيقي»، و «الإنجاز المتميز في تصميم الصوت» في حفل توزيع جوائز الألعاب التفاعلية.
كما تم ترشيح اللعبة لجائزة «أفضل لعبة» في جوائز المطورين عام 2004 إلا أنها لم تتلق أي جائزة، لكنها فازت بجائزة إنفينيتي وارد في "Rookie Studio Of the Year". وقد فاز تشاك راسيم أيضا بجائزة «التميز في الصوت» عن عمله في اللعبة. موقع آي جي إن IGN قيم اللعبة 9.3/10 ذلك العام.

## وصلات خارجية
- كول أوف ديوتي على موقع IMDb (الإنجليزية)

- الموقع الرسمي

لم يتم العثور على روابط لمواقع التواصل الاجتماعي.